# 독일어 능력 시험
독일어 능력 시험(독일어: Goethe-Zertifikat Deutsch, 줄여서 GZD)은 여러 독일어 능력 시험 가운데 하나로, 세계 어느 나라에서든 인정되는 자격증이다. 대표적 독일어권 국가인 독일(Goethe Institut), 오스트리아(Österreichschern Sprachdiplom, ÖSD), 스위스(die Schweizer Erziehungsdirektorenkonferenz, EDK)의 세 기관이 협력하여 만든 시험이다. 대한민국에서는 서울특별시 남산에 위치한 Goethe-Institut(주한독일문화원)에서 주최하며 최근에는 응시자 수가 많아 필기시험은 숙명여자대학교 등의 강의실을 빌려 진행하는 경우가 있다.

## 시험의 종류
Common European Framework of Reference for Languages(CEFR) 기준에는 A1, A2(Elementare Sprachverwendung, 초급) / B1, B2(Selbständige Sprachverwendung, 중급) / C1, C2(Kompetente Sprachverwendung, 고급)이 있다. 즉, B1 ZD시험은 중급 수준의 시험이며, 이 시험은 시험자가 일상 생활에서의 삶, 그리고 은행 업무 등 약간의 특수한 상황에서 대처 가능한 능력을 요구한다. ZD시험 또한 두 가지 종류로 나뉘는데, 일반적으로 ZD라 부르는 시험은 청소년 혹은 성인들을 위한 시험이며, 유소년들을 위한 ZDj(Zertifikat Deutsch für Jugendliche)도 있다.

## 시험 개요
ZD는 4가지 영역을 시험한다.
아래 시험설명은 B1시험을 기준으로 한다.
- Schriftliche Prüfung(필기시험)
  - Lesen(읽기) - 65분, 30문항
  - Hören(듣기) - 40분, 30문항
  - Schreiben(쓰기) - 60분, 서술형 세 문제
- Mündliche Prüfung(구두시험)
  - Sprechen(말하기) - 10~15분, 두 문제

영역별로 100점 만점을 기준으로 각 60점이 넘어야
합격이다. 따라서 부분적으로 합격이 가능하면 불합격한 영역의 경우 모듈(Modul)로 재시험 응시가 가능하다.
점수는 다음 기준에 따라 등급을 나눈다.
- 100~90: sehr gut (1)
- 89~80: gut (2)
- 79~70: befriedigend (3)
- 69~60: ausreichend (4)
- 60점 이하: nicht bestanden (불합격)

## 같이 보기
- 유럽 언어 공통 기준